# Vielle-Adour
Vielle-Adour est une commune française située dans le centre du département des Hautes-Pyrénées, en région Occitanie.
Sur le plan historique et culturel, la commune est dans l’ancien comté de Bigorre, comté historique des Pyrénées françaises et de Gascogne. Exposée à un climat de montagne, elle est drainée par le canal d'Alaric, l'Arrêt-Darré et par divers autres petits cours d'eau. La commune possède un patrimoine naturel remarquable composé de deux zones naturelles d'intérêt écologique, faunistique et floristique.
Vielle-Adour est une commune rurale qui compte 488 habitants en 2022, après avoir connu une forte hausse de la population depuis 1975. Elle fait partie de l'aire d'attraction de Tarbes. Ses habitants sont appelés les Viellais ou  Viellaises.

## Géographie

### Localisation
La commune de Vielle-Adour se trouve dans le département des Hautes-Pyrénées, en région Occitanie.
Elle se situe à 10 km à vol d'oiseau de Tarbes, préfecture du département, et à 6 km de Barbazan-Debat, bureau centralisateur du canton du Moyen Adour dont dépend la commune depuis 2015 pour les élections départementales.
La commune fait en outre partie du bassin de vie de Tarbes.
Les communes les plus proches sont : 
Hiis (1,4 km), Bernac-Dessus (1,7 km), Arcizac-Adour (1,8 km), Montgaillard (2,4 km), Bernac-Debat (2,5 km), Saint-Martin (2,9 km), Barbazan-Dessus (3,0 km), Antist (3,2 km).
Sur le plan historique et culturel, Vielle-Adour fait partie de l’ancien comté de Bigorre, comté historique des Pyrénées françaises et de Gascogne créé au IXe siècle puis rattaché au domaine royal en 1302, inclus ensuite au comté de Foix en 1425 puis une nouvelle fois rattaché au royaume de France en 1607. La commune est dans le pays de Tarbes et de la Haute Bigorre.

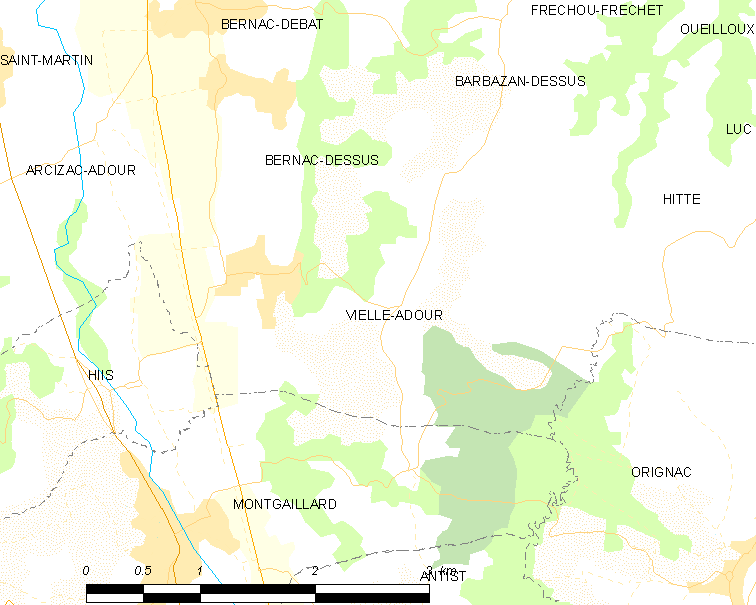
Carte de la commune de Vielle-Adour et des proches communes.

| Arcizac-Adour | Bernac-Dessus | Hitte   |
| Hiis          | Vielle-Adour  | Orignac |
|               | Montgaillard  |         |

### Paysages et relief

Sélection de vues du village.
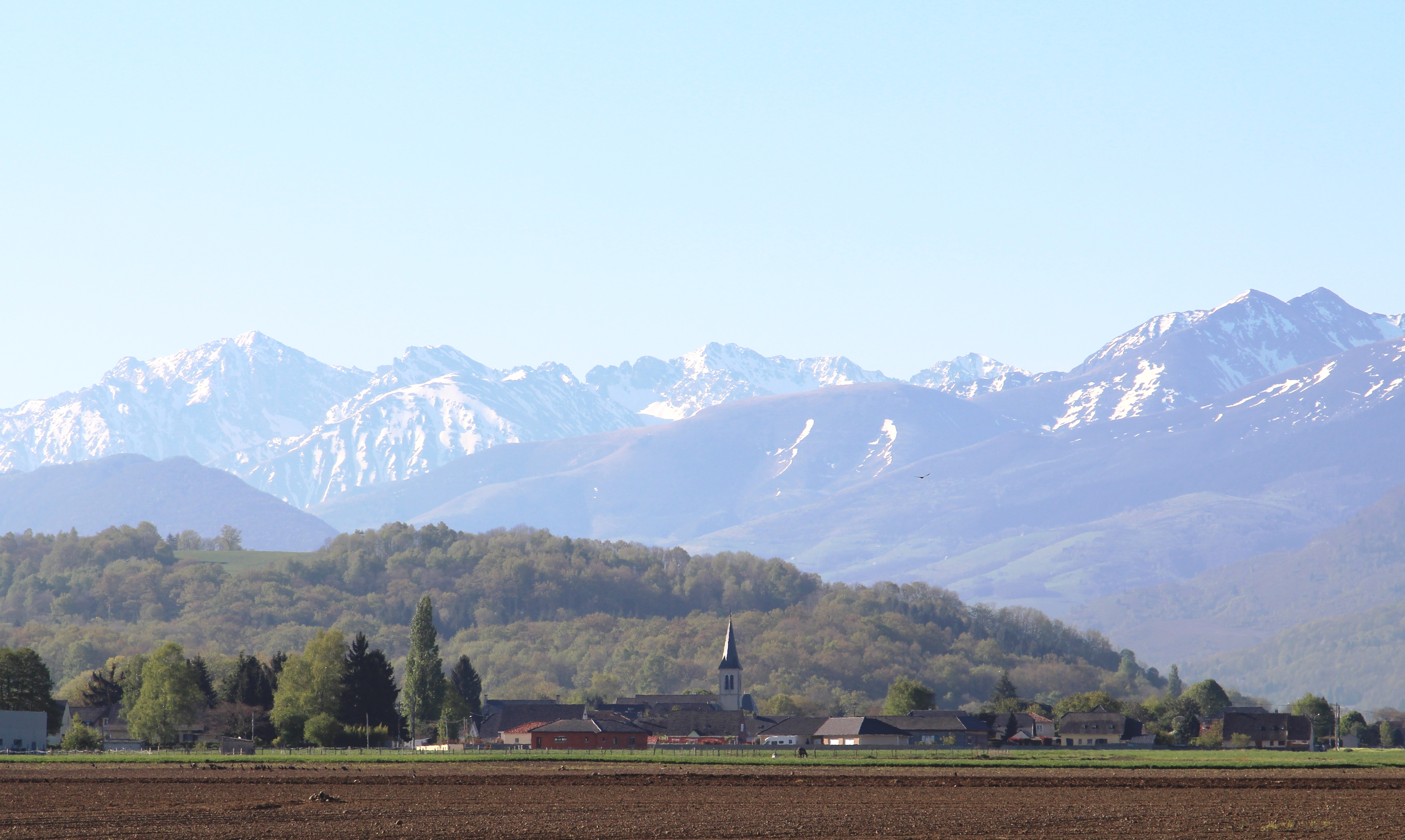
Vue de Vielle-Adour.
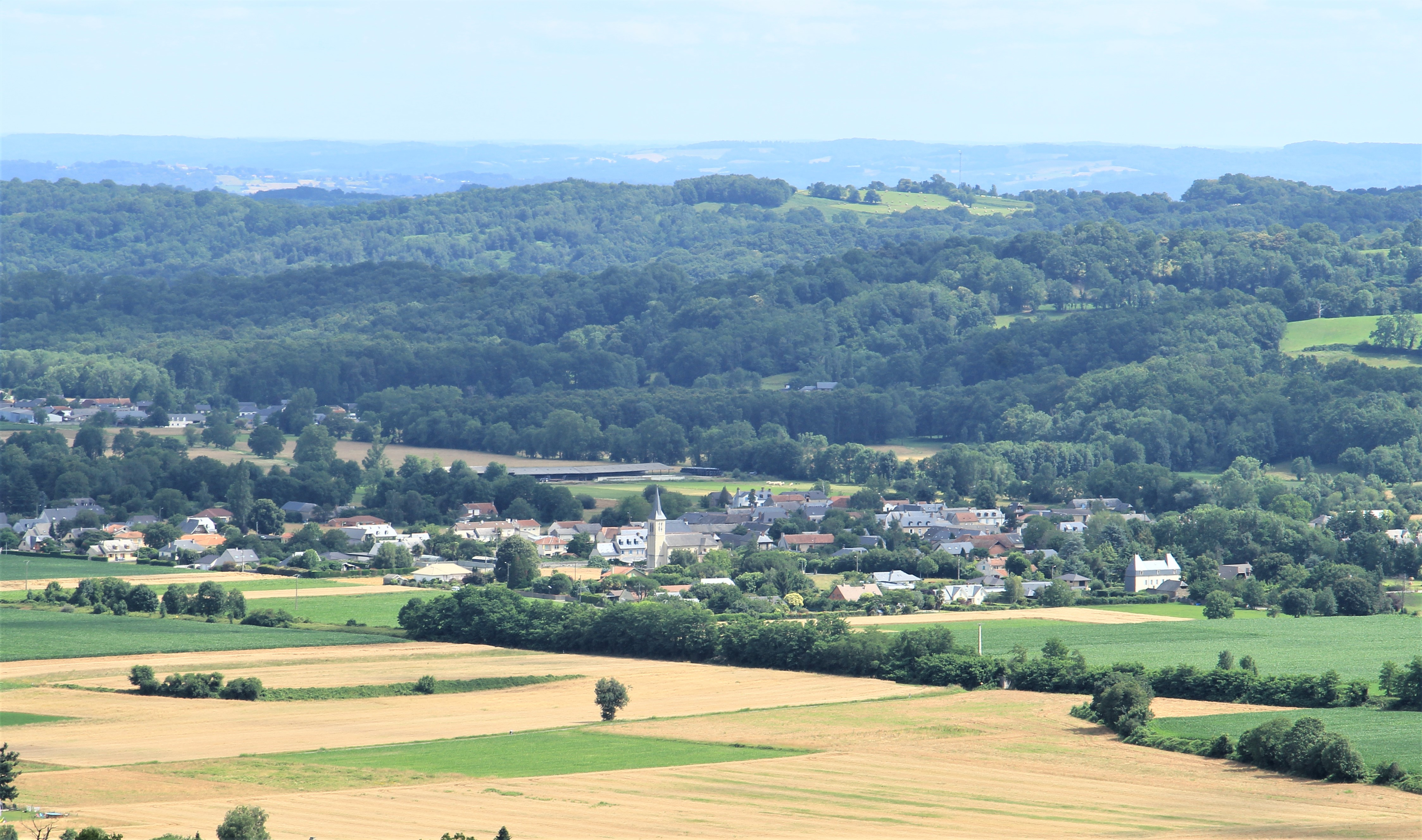
Vue de Vielle-Adour.

### Hydrographie
La commune est dans le bassin de l'Adour, au sein du bassin hydrographique Adour-Garonne. Elle est drainée par le canal d'Alaric, l'Arrêt-Darré, un bras du canal d'alaric, la Grave, le Baquarat et par divers petits cours d'eau, constituant un réseau hydrographique de 9 km de longueur totale,.
Le canal d'Alaric, d'une longueur totale de 73,7 km, prend sa source dans la commune de Pouzac et s'écoule vers le nord. Il traverse la commune et se jette dans l'Adour à Izotges, après avoir traversé 38 communes.
L'Arrêt-Darré, d'une longueur totale de 25,5 km, prend sa source dans la commune de Pouzac et s'écoule vers le nord. Il traverse la commune et se jette dans l'Arros à Goudon, après avoir traversé 23 communes.

### Climat
Le climat est tempéré de type océanique, en raison de l'influence proche de l'océan Atlantique situé à peu près 150 km plus à l'ouest. La proximité des Pyrénées fait que la commune profite d'un effet de foehn, il peut aussi y neiger en hiver, même si cela reste inhabituel.
| Mois                              | jan.  | fév.  | mars  | avril | mai   | juin  | jui.  | août  | sep.  | oct.  | nov.  | déc.  | année   |
| --------------------------------- | ----- | ----- | ----- | ----- | ----- | ----- | ----- | ----- | ----- | ----- | ----- | ----- | ------- |
| Température minimale moyenne (°C) | 0,6   | 1,3   | 2,7   | 5,2   | 8,3   | 11,6  | 14,1  | 13,9  | 11,7  | 8     | 3,6   | 1,3   | 6,9     |
| Température moyenne (°C)          | 5,3   | 6,1   | 7,8   | 10    | 13,3  | 16,7  | 19,3  | 19    | 17,2  | 13,3  | 8,5   | 5,8   | 11,9    |
| Température maximale moyenne (°C) | 9,9   | 11    | 12,9  | 14,8  | 18,3  | 21,7  | 24,5  | 24    | 22,6  | 18,6  | 13,4  | 10,4  | 16,8    |
| Ensoleillement (h)                | 108,8 | 118,8 | 155,6 | 157,2 | 181,3 | 191,5 | 215,5 | 196,4 | 194,5 | 164,4 | 124,4 | 104,4 | 1 912,8 |
| Précipitations (mm)               | 112,8 | 97,5  | 100,2 | 105,7 | 113,6 | 80,7  | 57,3  | 70,3  | 71    | 85,2  | 93    | 112,1 | 1 099,4 |

### Milieux naturels et biodiversité
L’inventaire des zones naturelles d'intérêt écologique, faunistique et floristique (ZNIEFF) a pour objectif de réaliser une couverture des zones les plus intéressantes sur le plan écologique, essentiellement dans la perspective d’améliorer la connaissance du patrimoine naturel national et de fournir aux différents décideurs un outil d’aide à la prise en compte de l’environnement dans l’aménagement du territoire.
Une ZNIEFF de type 1 est recensée sur la commune :
le « réseau hydrographique de l'Arrêt-Darré » (63 ha), couvrant 13 communes du département et une ZNIEFF de type 2, : 
le « plateau et vallons des Coustalats » (7 832 ha), couvrant 25 communes du département.

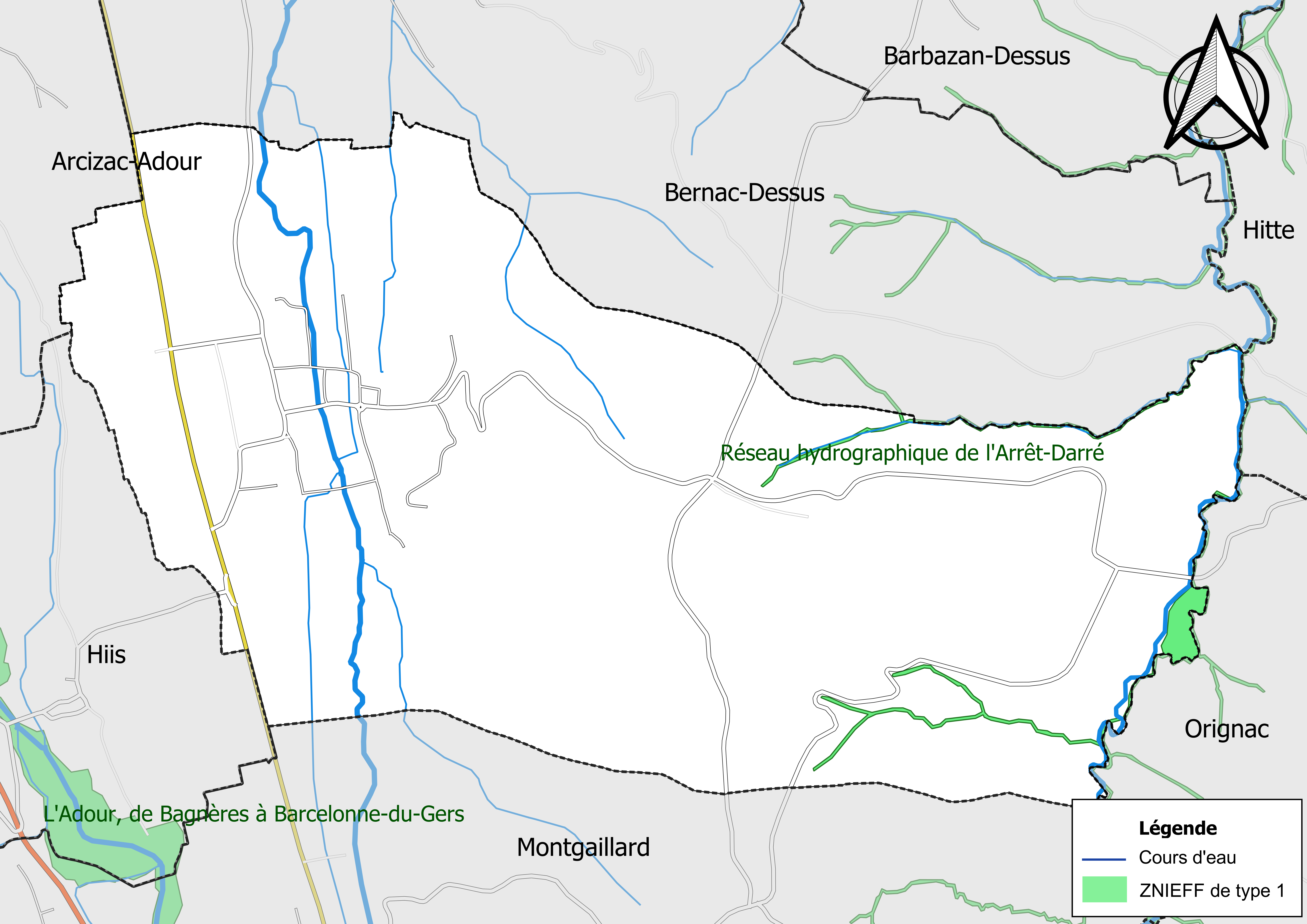
Carte de la ZNIEFF de type 1 sur la commune.
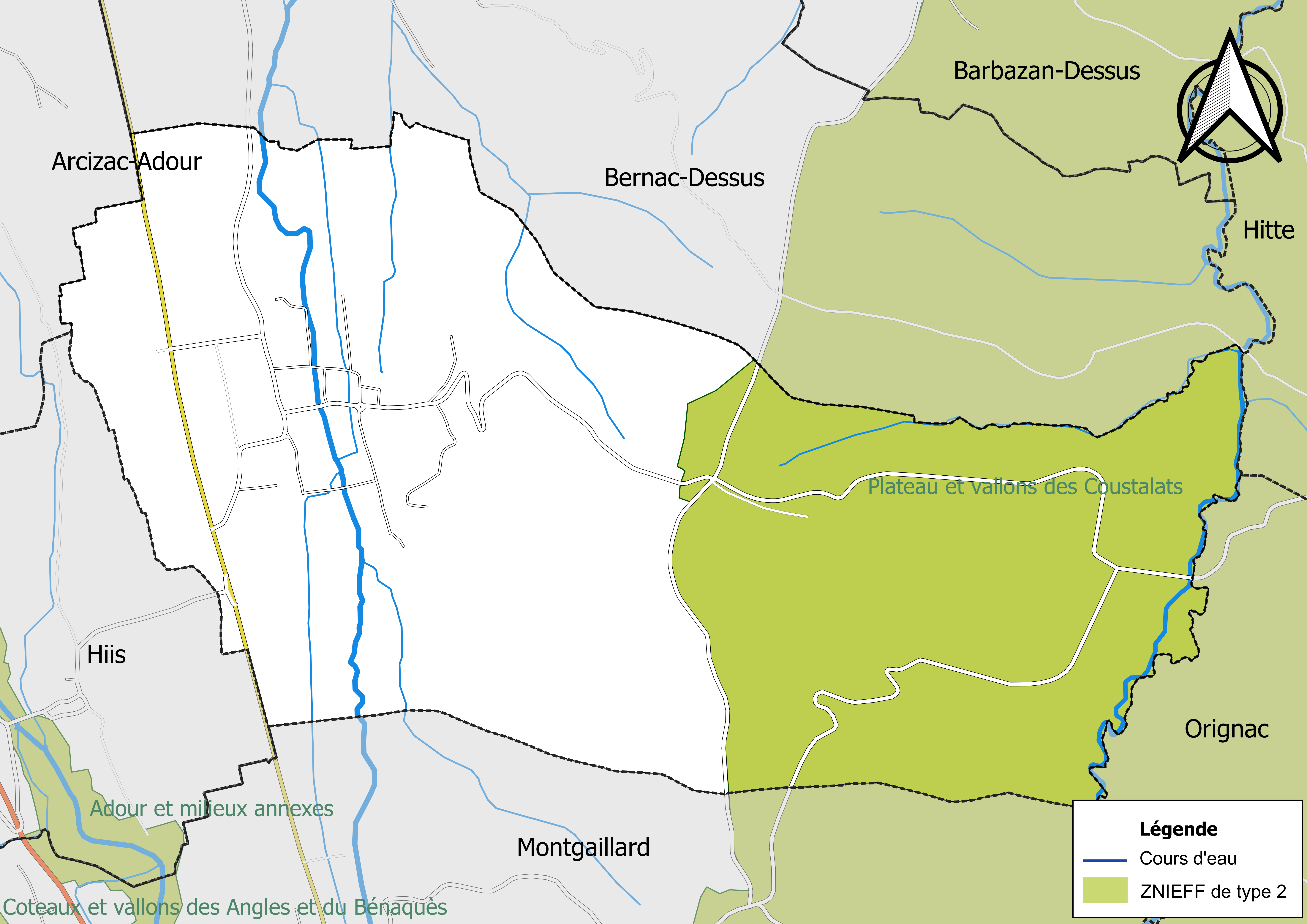
Carte de la ZNIEFF de type 2 sur la commune.

## Urbanisme

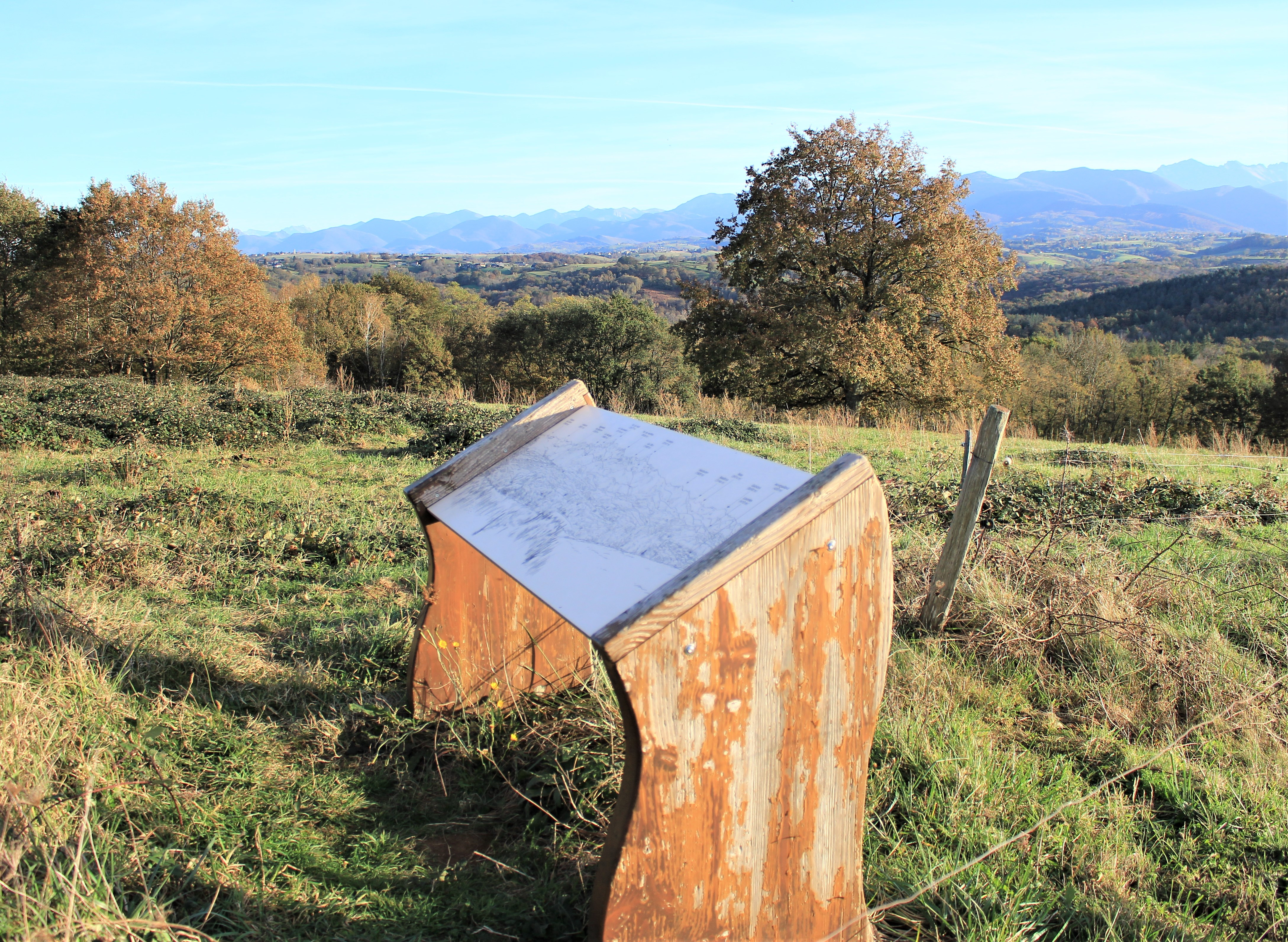
La table d'orientation en 2023.

### Typologie
Au 1er janvier 2024, Vielle-Adour est catégorisée commune rurale à habitat dispersé, selon la nouvelle grille communale de densité à sept niveaux définie par l'Insee en 2022.
Elle est située hors unité urbaine. Par ailleurs la commune fait partie de l'aire d'attraction de Tarbes, dont elle est une commune de la couronne,. Cette aire, qui regroupe 153 communes, est catégorisée dans les aires de 50 000 à moins de 200 000 habitants,.

### Occupation des sols
L'occupation des sols de la commune, telle qu'elle ressort de la base de données européenne d’occupation biophysique des sols Corine Land Cover (CLC), est marquée par l'importance des territoires agricoles (73,2 % en 2018), en diminution par rapport à 1990 (75,9 %). La répartition détaillée en 2018 est la suivante : 
zones agricoles hétérogènes (52,1 %), forêts (19,5 %), terres arables (13,8 %), zones urbanisées (7,3 %), prairies (7,3 %).
L'IGN met par ailleurs à disposition un outil en ligne permettant de comparer l’évolution dans le temps de l’occupation des sols de la commune (ou de territoires à des échelles différentes). Plusieurs époques sont accessibles sous forme de cartes ou photos aériennes : la carte de Cassini (XVIIIe siècle), la carte d'état-major (1820-1866) et la période actuelle (1950 à aujourd'hui).

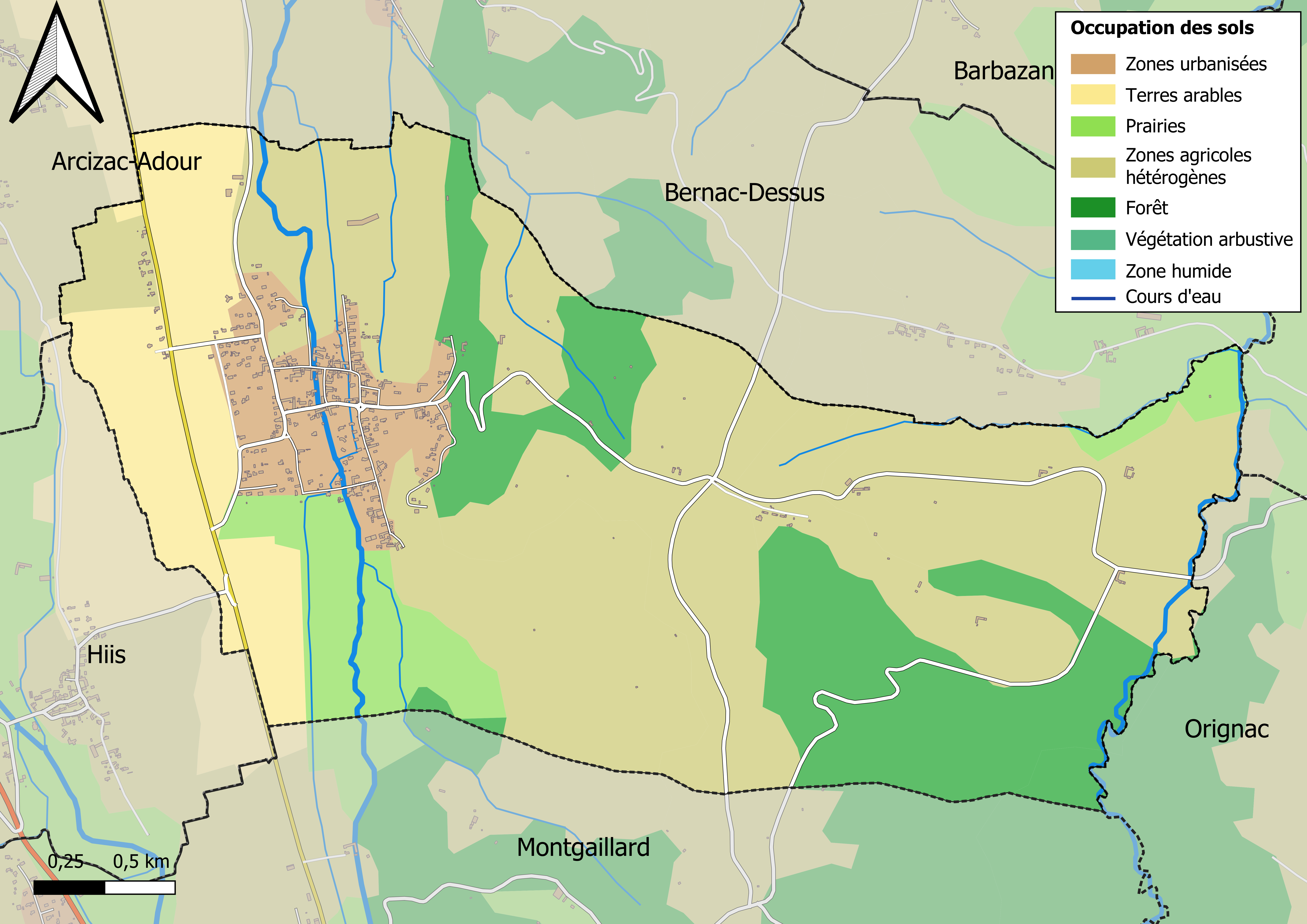
Carte des infrastructures et de l'occupation des sols en 2018 (CLC) de la commune.
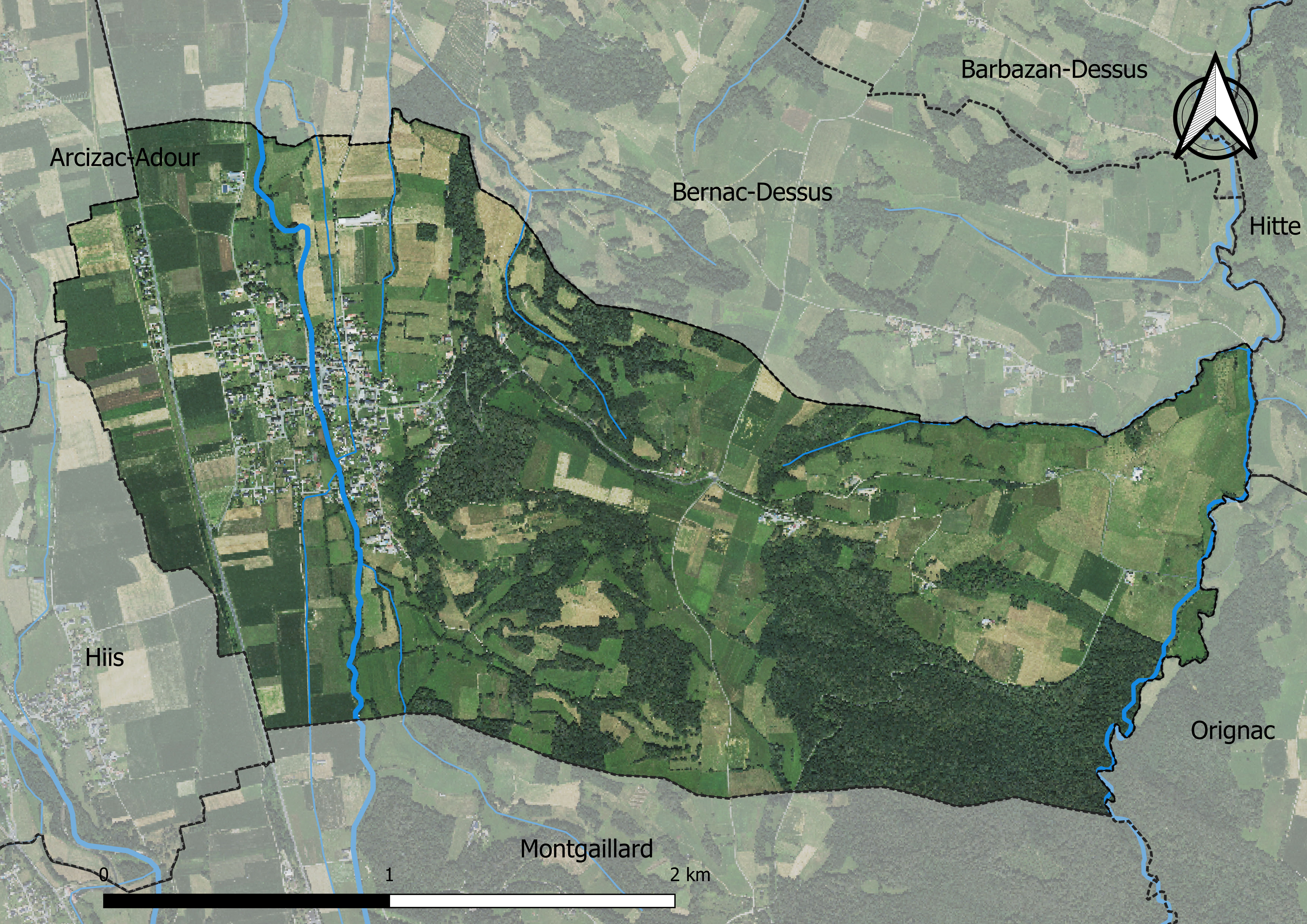
Carte orthophotogrammétrique de la commune.

### Logement
En 2012, le nombre total de logements dans la commune est de 224.

Parmi ces logements, 86,3 % sont des résidences principales, 10,5 % des résidences secondaires et 3,2 % des logements vacants.

### Voies de communication et transports
Cette commune est desservie par les routes départementales D 3, D 8, D 28 et D 85.

### Risques majeurs
Le territoire de la commune de Vielle-Adour est vulnérable à différents aléas naturels : météorologiques (tempête, orage, neige, grand froid, canicule ou sécheresse), inondations, mouvements de terrains et séisme (sismicité moyenne). Il est également exposé à un risque technologique,  le transport de matières dangereuses. Un site publié par le BRGM permet d'évaluer simplement et rapidement les risques d'un bien localisé soit par son adresse soit par le numéro de sa parcelle.

#### Risques naturels
Certaines parties du territoire communal sont susceptibles d’être affectées par le risque d’inondation par débordement de cours d'eau, notamment le canal d'Alaric et l'Arrêt-Darré. La cartographie des zones inondables en ex-Midi-Pyrénées réalisée dans le cadre du XIe Contrat de plan État-région, visant à informer les citoyens et les décideurs sur le risque d’inondation, est accessible sur le site de la DREAL Occitanie. La commune a été reconnue en état de catastrophe naturelle au titre des dommages causés par les inondations et coulées de boue survenues en 1982, 1988, 1999 et 2009,.
Vielle-Adour est exposée au risque de feu de forêt. Un plan départemental de protection des forêts contre les incendies a été approuvé par arrêté préfectoral le 21 avril 2020 pour la période 2020-2029. Le précédent couvrait la période 2007-2017. L’emploi du feu est régi par deux types de réglementations. D’abord le code forestier et l’arrêté préfectoral du 27 octobre 2014, qui réglementent l’emploi du feu à moins de 200 m des espaces naturels combustibles sur l’ensemble du département. Ensuite celle établie dans le cadre de la lutte contre la pollution de l’air, qui interdit le brûlage des déchets verts des particuliers. L’écobuage est quant à lui réglementé dans le cadre de commissions locales d’écobuage (CLE)

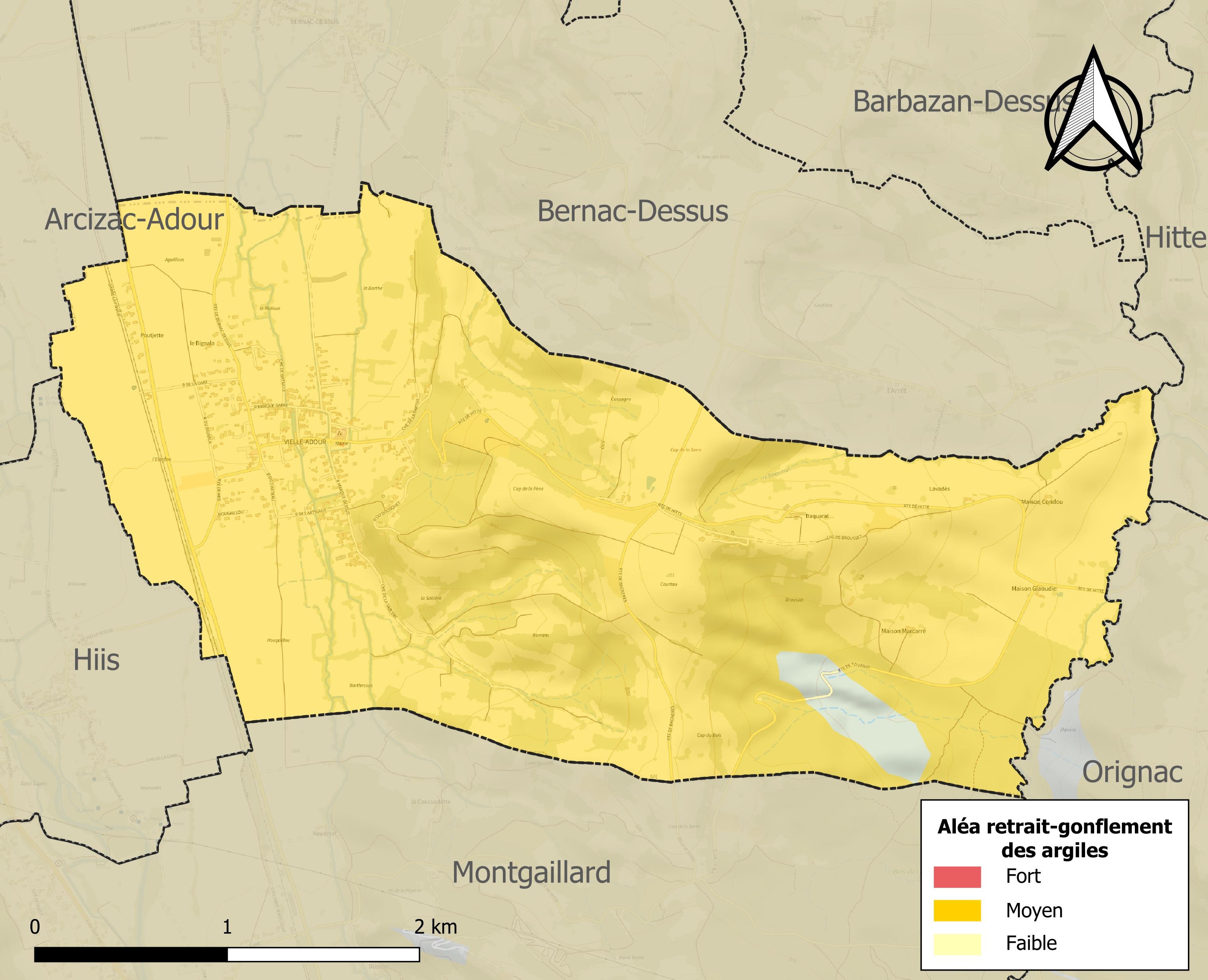
Carte des zones d'aléa retrait-gonflement des sols argileux de Vielle-Adour.

Les mouvements de terrains susceptibles de se produire sur la commune sont des tassements différentiels.
Le retrait-gonflement des sols argileux est susceptible d'engendrer des dommages importants aux bâtiments en cas d’alternance de périodes de sécheresse et de pluie. 98 % de la superficie communale est en aléa moyen ou fort (44,5 % au niveau départemental et 48,5 % au niveau national). Sur les 218 bâtiments dénombrés sur la commune en 2019, 218 sont en aléa moyen ou fort, soit 100 %, à comparer aux 75 % au niveau départemental et 54 % au niveau national. Une cartographie de l'exposition du territoire national au retrait gonflement des sols argileux est disponible sur le site du BRGM,.
Par ailleurs, afin de mieux appréhender le risque d’affaissement de terrain, l'inventaire national des cavités souterraines permet de localiser celles situées sur la commune.
Concernant les mouvements de terrains, la commune a été reconnue en état de catastrophe naturelle au titre des dommages causés par des mouvements de terrain en 1999.

#### Risque technologique
Le risque de transport de matières dangereuses sur la commune est lié à sa traversée par une canalisation de transport d'hydrocarbures. Un accident se produisant sur une telle infrastructure est susceptible d’avoir des effets graves sur les biens, les personnes ou l'environnement, selon la nature du matériau transporté. Des dispositions d’urbanisme peuvent être préconisées en conséquence.

## Toponymie

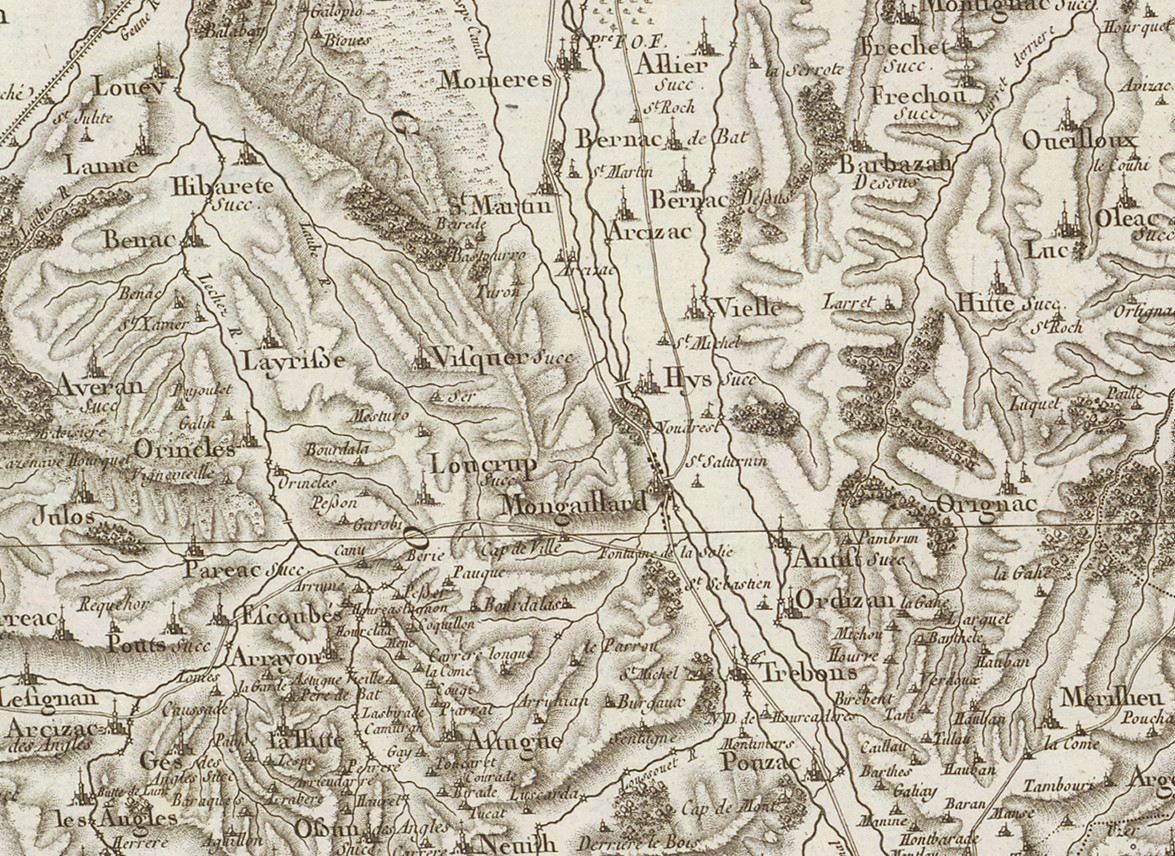
Extrait de la carte de Cassini (entre 1756 et 1789) situant Vielle-Adour au nord-ouest de Montgaillard.

On trouvera les principales informations dans le Dictionnaire toponymique des communes des Hautes-Pyrénées de Michel Grosclaude et Jean-François Le Nail qui rapporte les dénominations historiques du village :
Dénominations historiques :
- De Vila, De Bila, De Uilla, De Biela (XIIe siècle, cartulaire de Bigorre) ;
- A(A)-Biela (v. 1200-1230, cartulaires Bigorre) ;
- Biele (1285, montre Bigorre) ;
- de Villa, latin (1300, enquête Bigorre ; 1313, Debita regi Navarre ; 1342, pouillé de Tarbes ; etc.) ;
- Biela, Biella (1429, censier de Bigorre) ;
- Vielle (1736-1792, registres paroissiaux) ;
- Vielle (1790, Département 1) ;
- Vielle-Adour (1806, Laboulinière) ;
- Vielle (fin XVIIIe siècle, carte de Cassini).

Étymologie : mot latin villa « domaine rural », puis « village ».
Nom occitan : Vièla Ador.

## Histoire

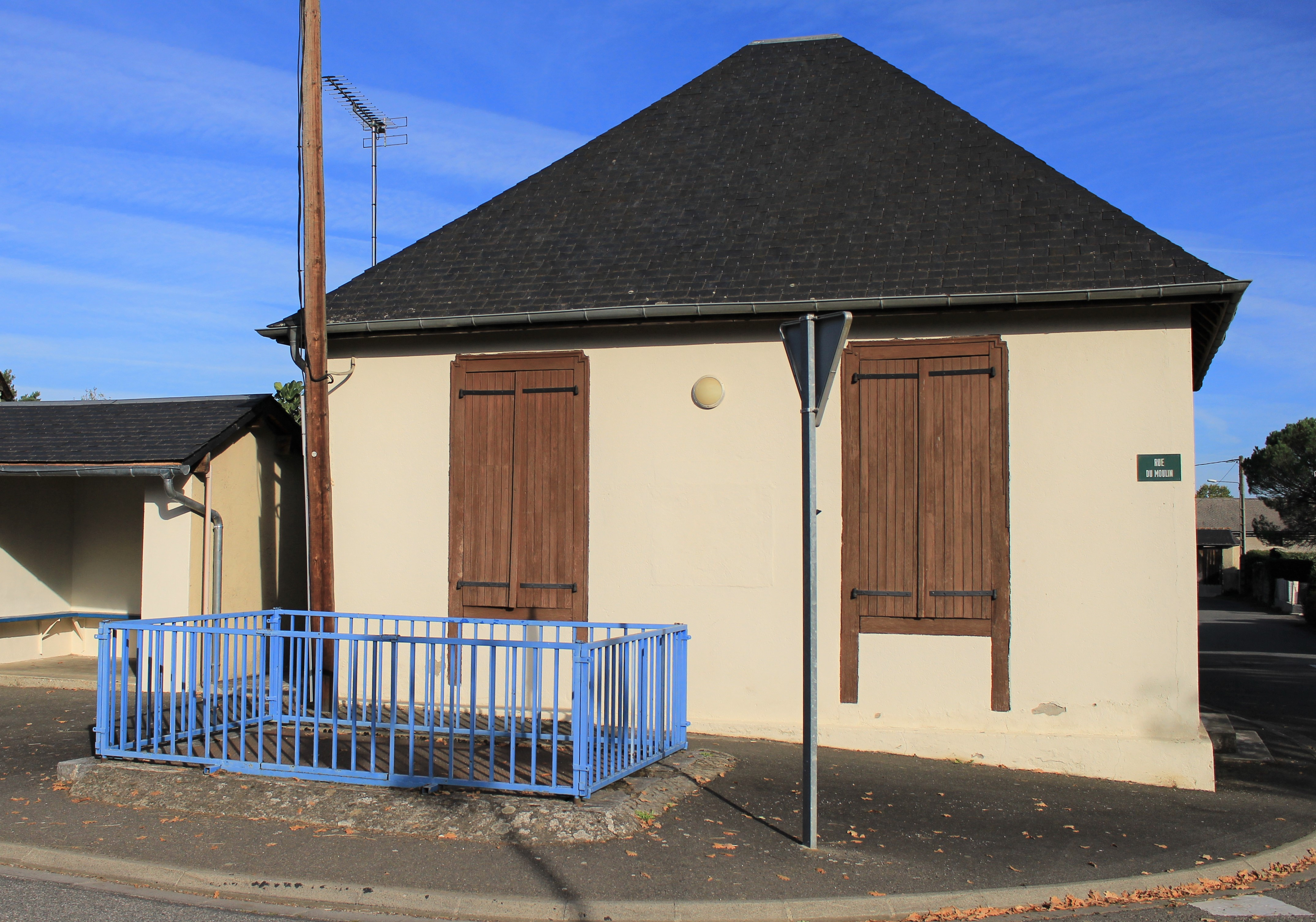
L'ancienne bascule en 2022.

### Cadastre napoléonien de Vielle-Adour
Le plan cadastral napoléonien de Vielle-Adour est consultable sur le site des archives départementales des Hautes-Pyrénées.

## Politique et administration

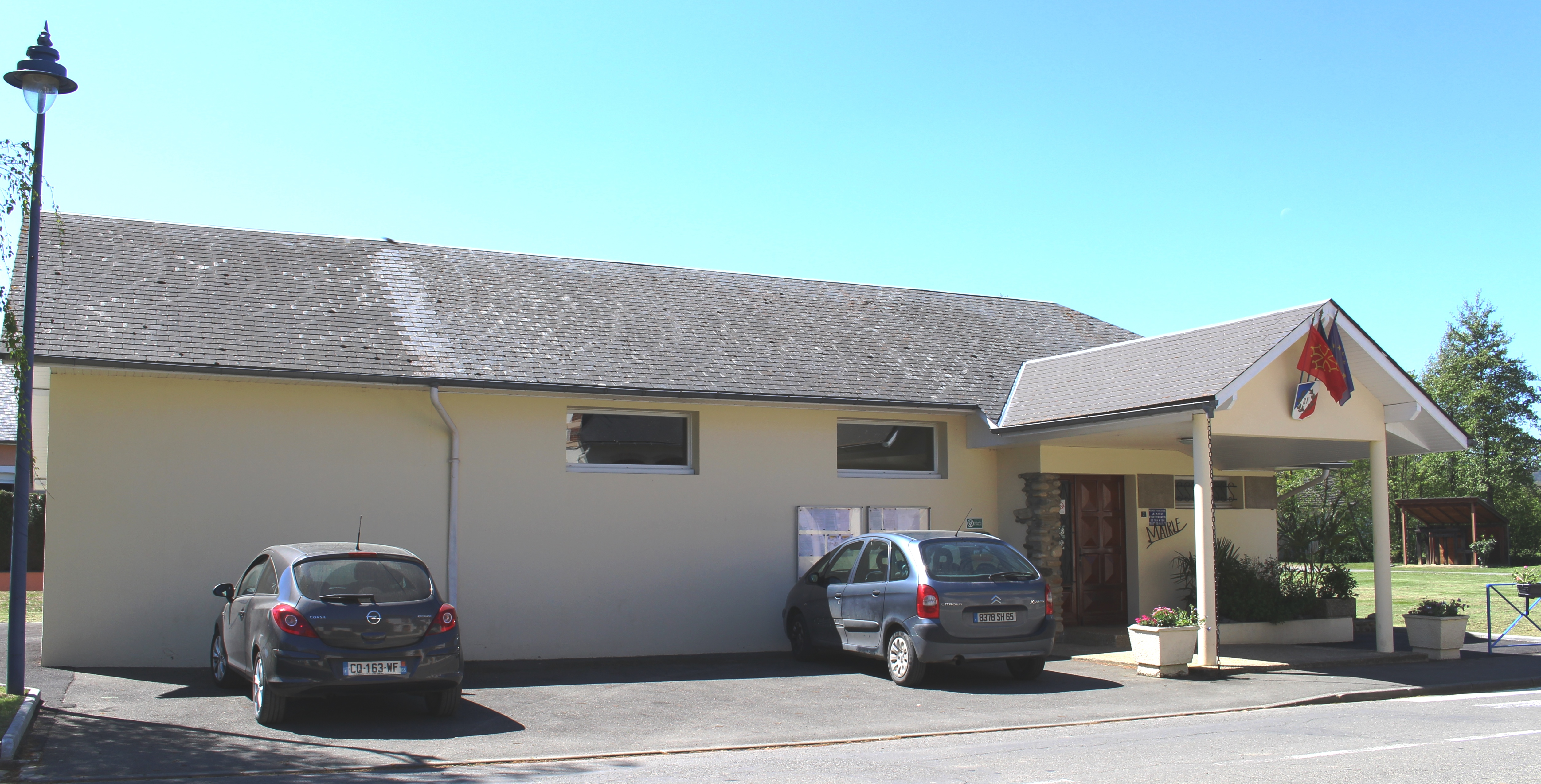
La mairie en 2017.

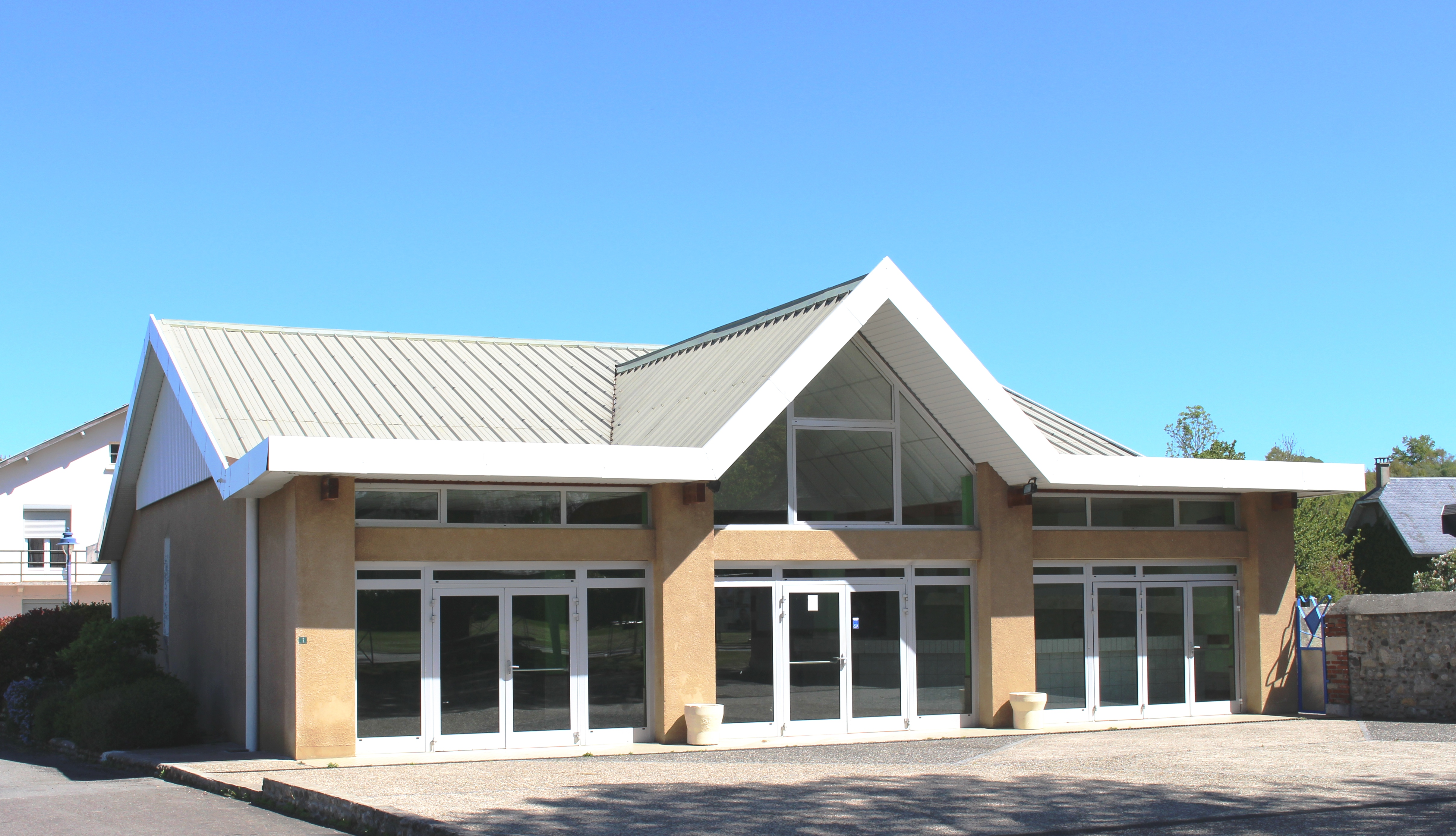
Le foyer rural en 2017.

### Liste des maires
| Période                                  | Période   | Identité             | Étiquette     | Qualité |
| ---------------------------------------- | --------- | -------------------- | ------------- | ------- |
| Les données manquantes sont à compléter. |           |                      |               |         |
|                                          |           |                      |               |         |
| mars 1977                                | 1981      | Daniel Pujo          |               |         |
| 1981                                     | mars 1983 | Pierre Abadie        |               |         |
| mars 1983                                | mars 1989 | Daniel Pujo          |               |         |
| mars 1989                                | mars 2001 | Louis Lousteau       | Apparenté PCF |         |
| mars 2001                                | mars 2008 | Yves Piette          |               |         |
| mars 2008                                | En cours  | Jean-Christian Danos |               |         |

### Rattachements administratifs et électoraux

#### Historique administratif
Pays et sénéchaussée de Bigorre, quarteron de Tarbes, canton de Tarbes puis de Bernac-Debat (1790), Tournay (1801), Tarbes-Sud (1845), de Séméac (1973-2014).

#### Intercommunalité
Vielle-Adour appartient à la Communauté d'agglomération Tarbes-Lourdes-Pyrénées créée en janvier 2017 et qui réunit 86 communes.

## Population et société

### Démographie

#### Évolution démographique
| 1793 | 1800 | 1806 | 1821 | 1831 | 1836 | 1841 | 1846 | 1851 |
| ---- | ---- | ---- | ---- | ---- | ---- | ---- | ---- | ---- |
| 583  | 507  | 528  | 591  | 618  | 635  | 642  | 657  | 634  |

| 1856 | 1861 | 1866 | 1876 | 1881 | 1886 | 1891 | 1896 | 1901 |
| ---- | ---- | ---- | ---- | ---- | ---- | ---- | ---- | ---- |
| 596  | 577  | 573  | 544  | 537  | 525  | 502  | 508  | 506  |

| 1906 | 1911 | 1921 | 1926 | 1931 | 1936 | 1946 | 1954 | 1962 |
| ---- | ---- | ---- | ---- | ---- | ---- | ---- | ---- | ---- |
| 503  | 502  | 411  | 405  | 386  | 360  | 380  | 345  | 347  |

| 1968 | 1975 | 1982 | 1990 | 1999 | 2006 | 2011 | 2016 | 2021 |
| ---- | ---- | ---- | ---- | ---- | ---- | ---- | ---- | ---- |
| 335  | 301  | 348  | 362  | 422  | 478  | 503  | 509  | 494  |

| 2022 | - | - | - | - | - | - | - | - |
| ---- | - | - | - | - | - | - | - | - |
| 488  | - | - | - | - | - | - | - | - |

### Enseignement

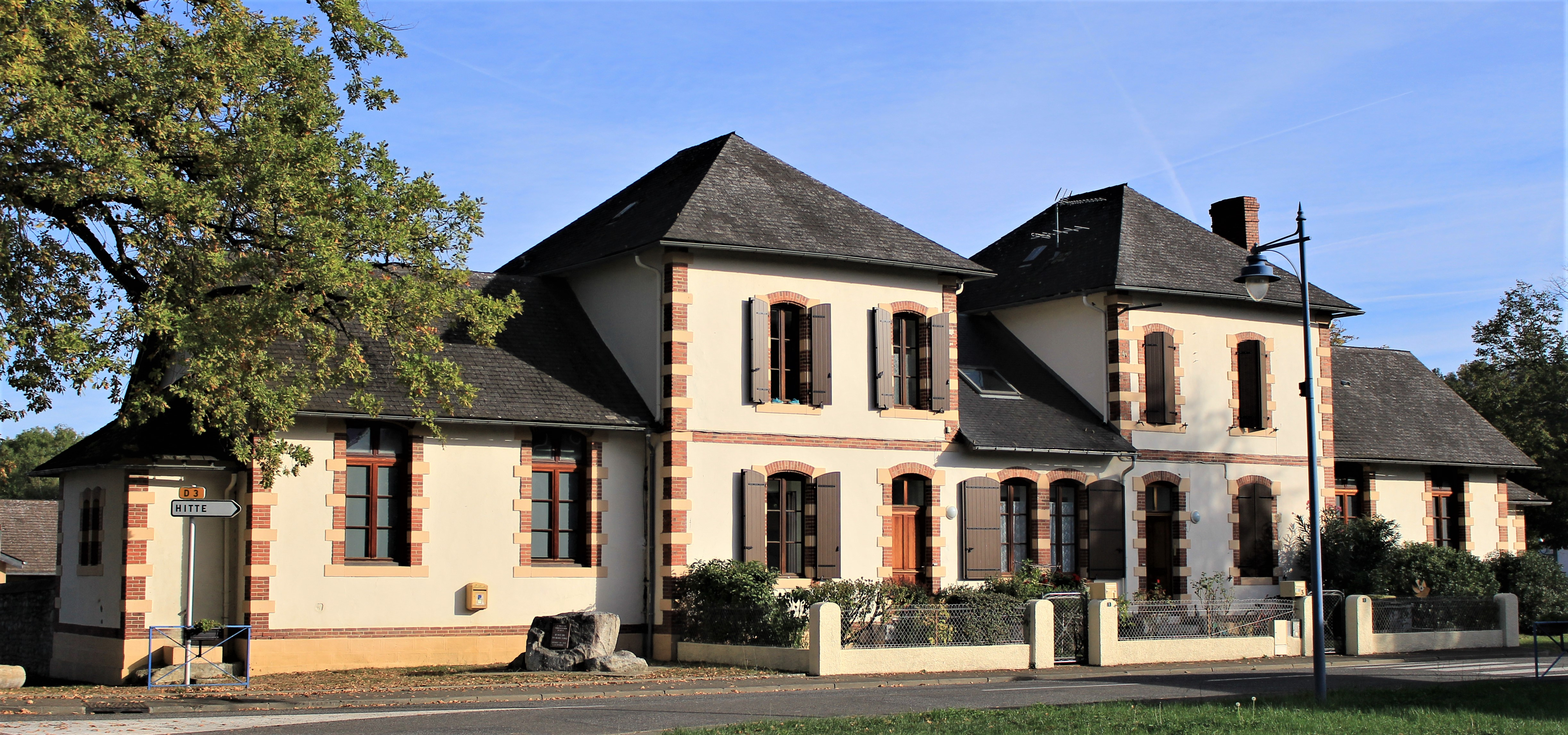
L'école élémentaire en 2022.

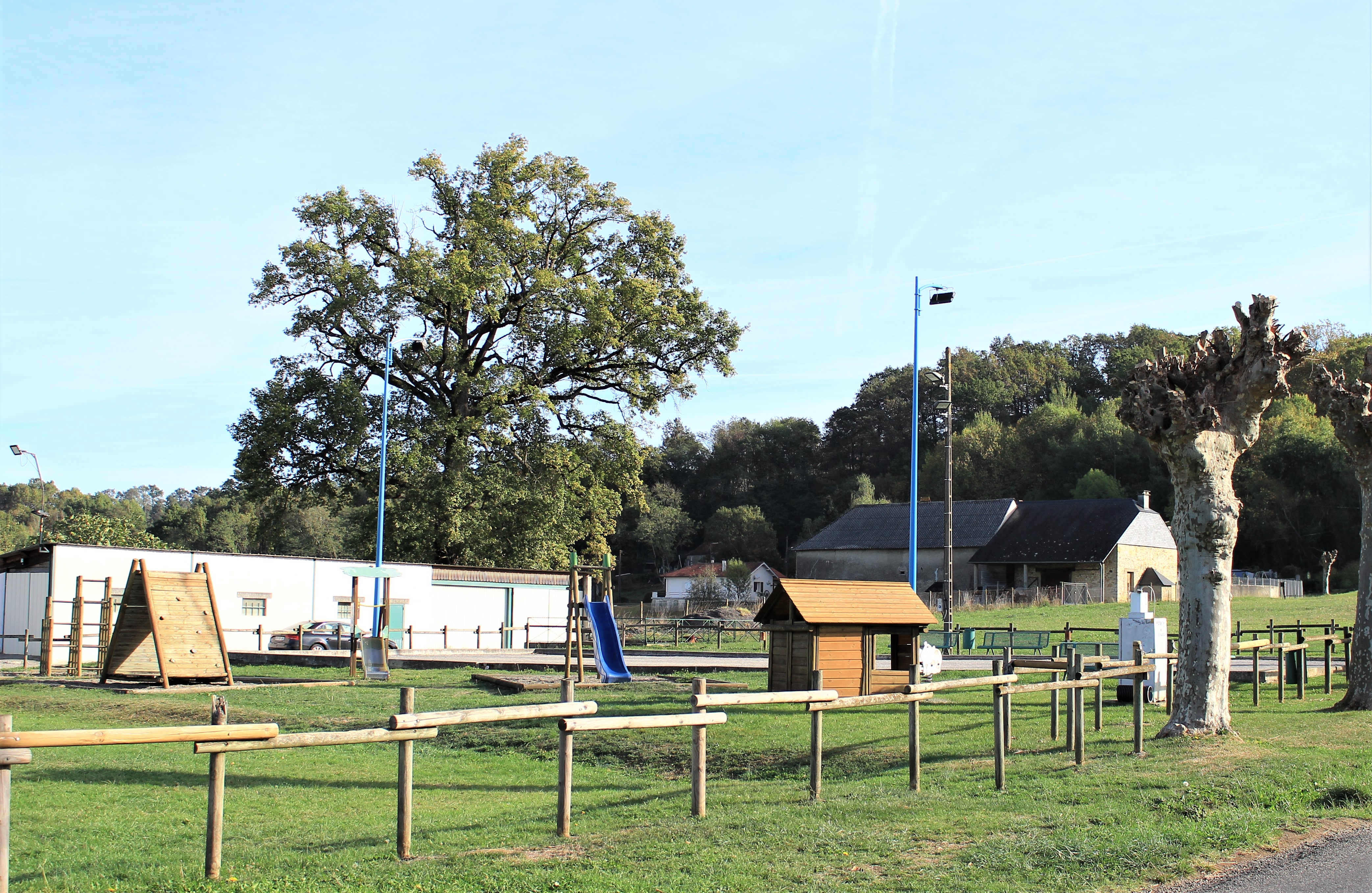
L'aire de jeux.

La commune dépend de l'académie de Toulouse. Elle dispose d’une école en 2016.
- École élémentaire.

## Économie

### Revenus
En 2018, la commune compte 197 ménages fiscaux, regroupant 493 personnes. La médiane du revenu disponible par unité de consommation est de 23 420 € (20 420 € dans le département).

### Emploi
|                | 2008  | 2013  | 2018   |
| -------------- | ----- | ----- | ------ |
| Commune        | 6,3 % | 7,4 % | 10,6 % |
| Département    | 7,7 % | 9,4 % | 9,8 %  |
| France entière | 8,3 % | 10 %  | 10 %   |

En 2018, la population âgée de 15 à 64 ans s'élève à 332 personnes, parmi lesquelles on compte 77,6 % d'actifs (67 % ayant un emploi et 10,6 % de chômeurs) et 22,4 % d'inactifs,. En  2018, le taux de chômage communal (au sens du recensement) des 15-64 ans est supérieur à celui du département et de la France, alors qu'en 2008 la situation était inverse.
La commune fait partie de la couronne de l'aire d'attraction de Tarbes, du fait qu'au moins 15 % des actifs travaillent dans le pôle,. Elle compte 54 emplois en 2018, contre 42 en 2013 et 27 en 2008. Le nombre d'actifs ayant un emploi résidant dans la commune est de 223, soit un indicateur de concentration d'emploi de 24,3 % et un taux d'activité parmi les 15 ans ou plus de 61,2 %.
Sur ces 223 actifs de 15 ans ou plus ayant un emploi, 42 travaillent dans la commune, soit 19 % des habitants. Pour se rendre au travail, 91,9 % des habitants utilisent un véhicule personnel ou de fonction à quatre roues, 0,9 % les transports en commun, 2,7 % s'y rendent en deux-roues, à vélo ou à pied et 4,5 % n'ont pas besoin de transport (travail au domicile).

## Culture locale et patrimoine

### Lieux et monuments

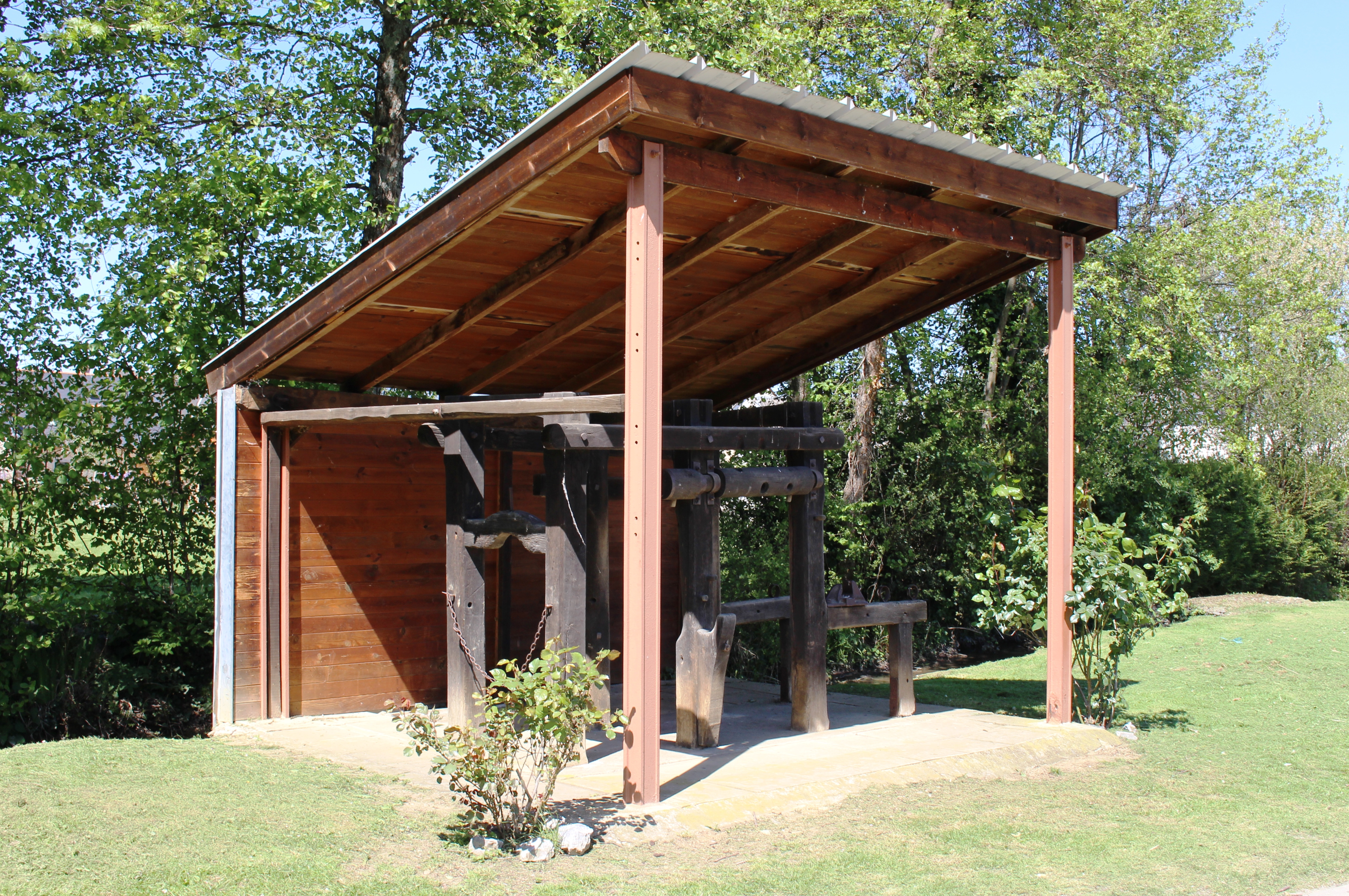
Le travail à ferrer.

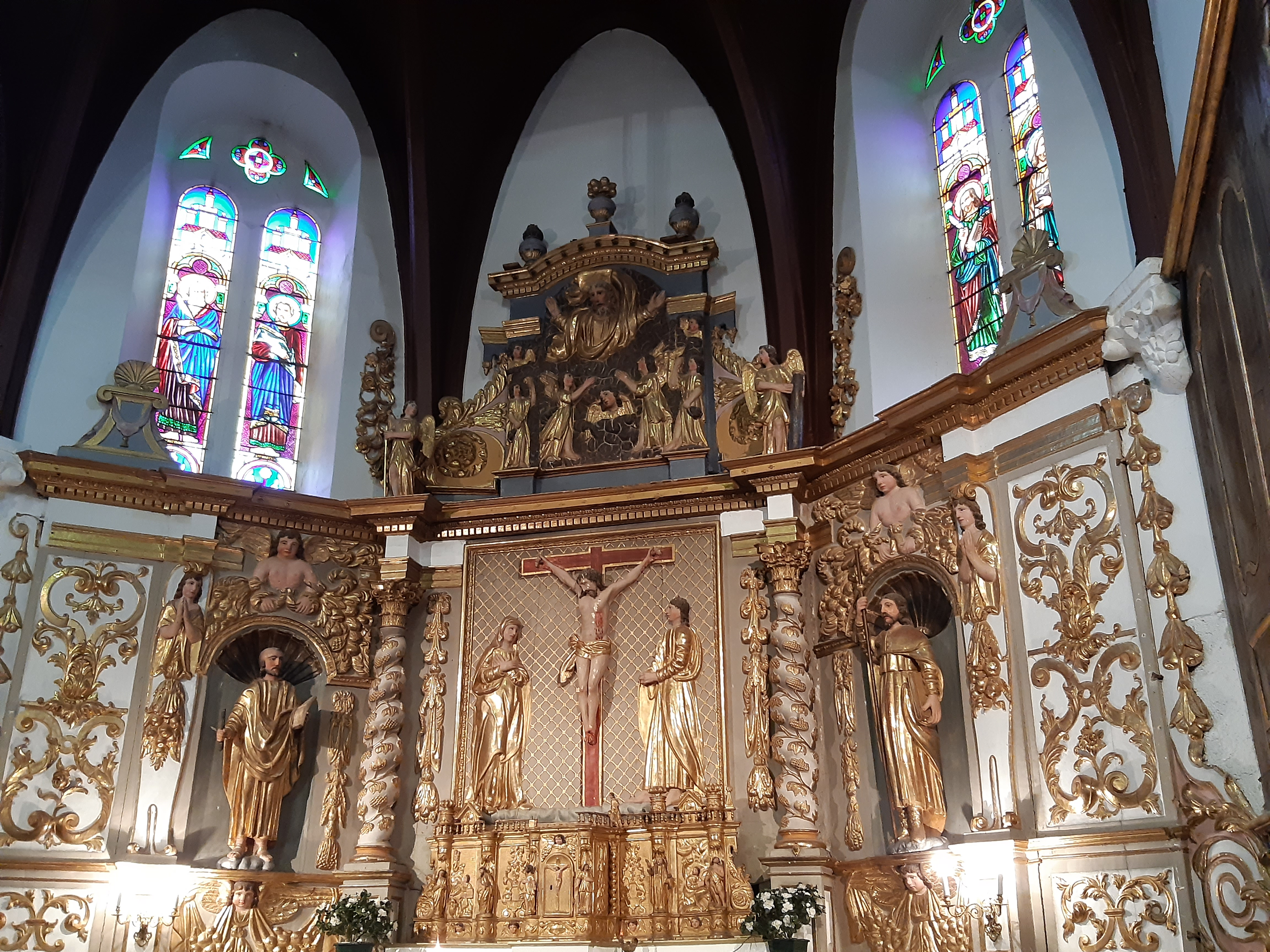
Retable.
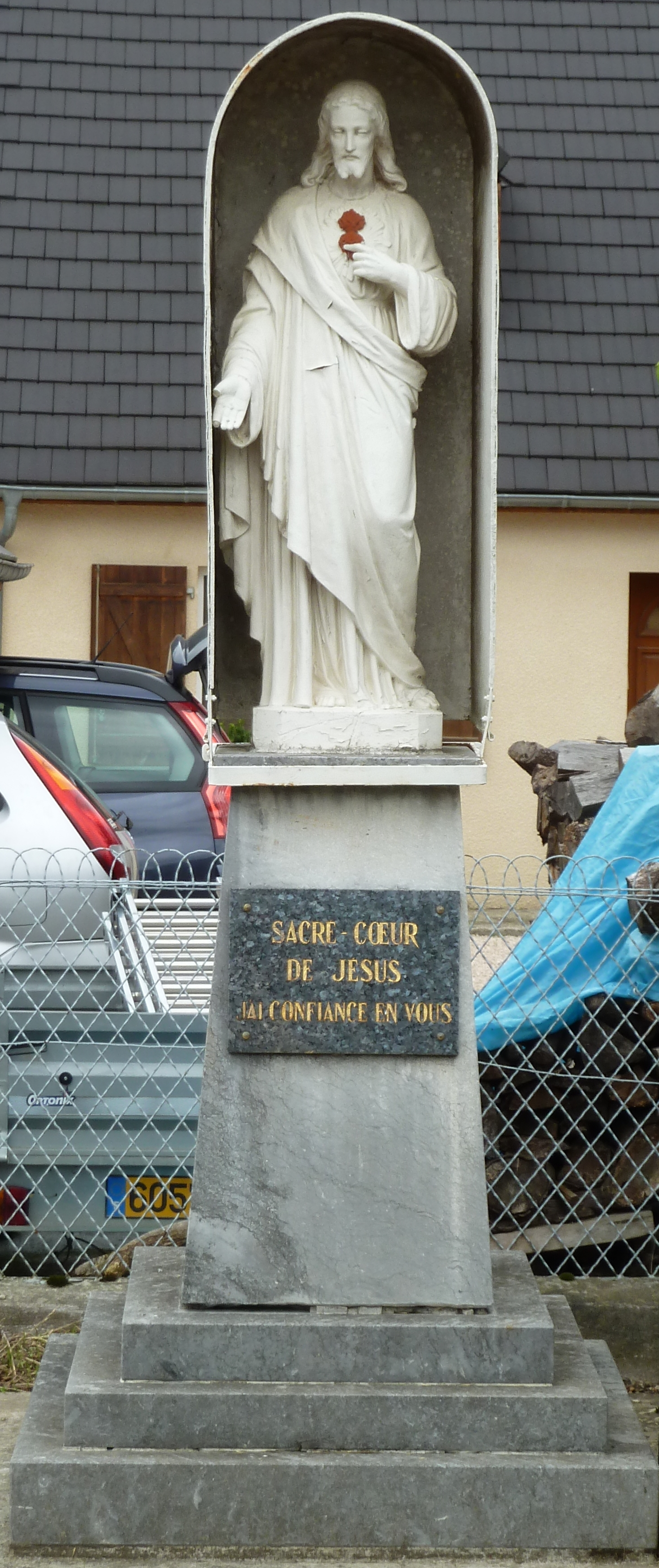
Monument religieux.

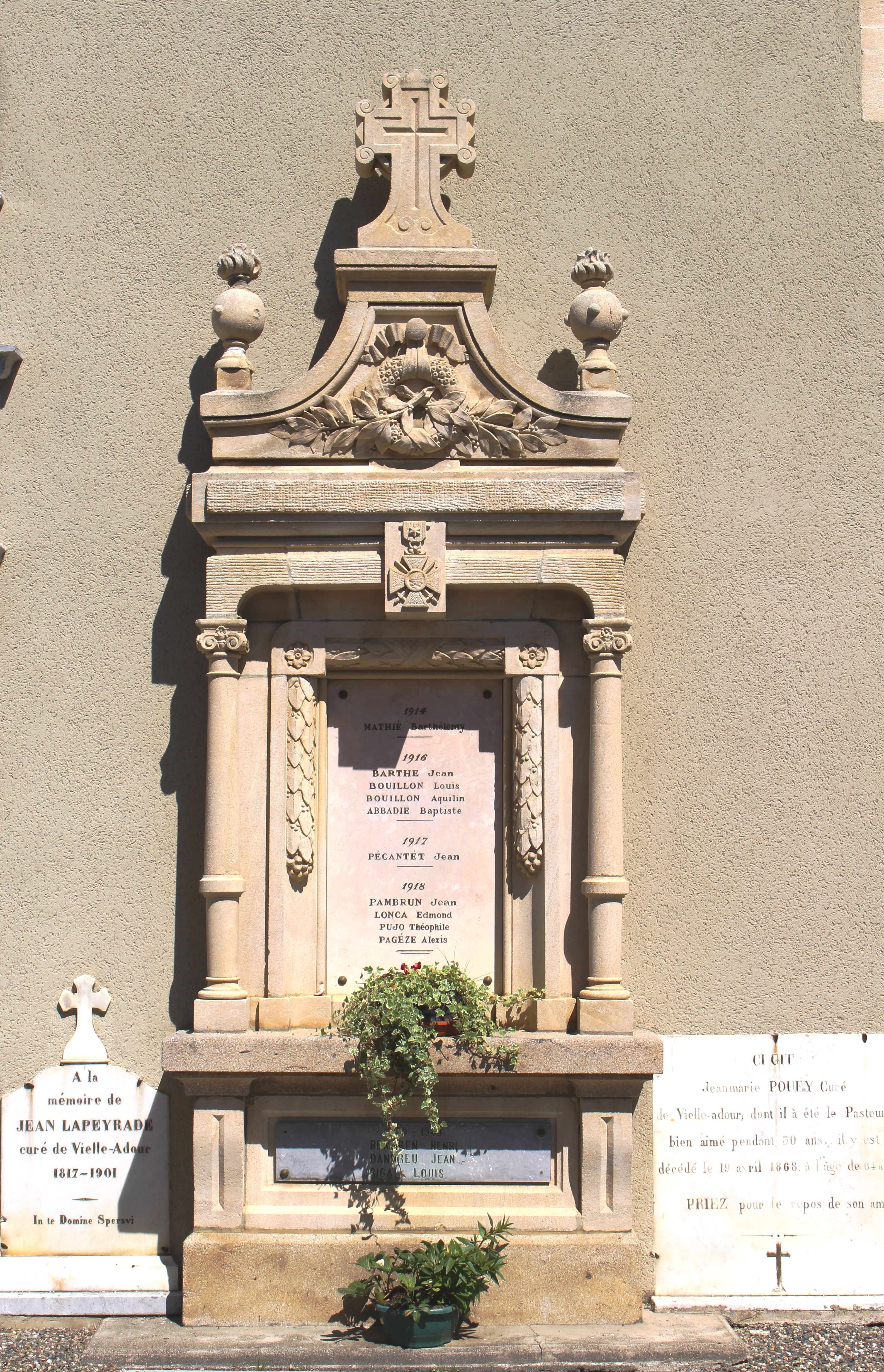
Le monument aux morts municipal.

- Église Saint-Jean-l'Évangéliste de Vielle-Adour.
- Le presbytère a été bâti en 1714-1715 par Jean et André Alleas, père et fils, charpentiers de Montgaillard après enchères publiques, pour la somme de 1 096 livres. Ont contribué les habitants de Vielle et de Hiis.

Sélection de vues de l'église Saint-Jean-l'Évangéliste en 2017.
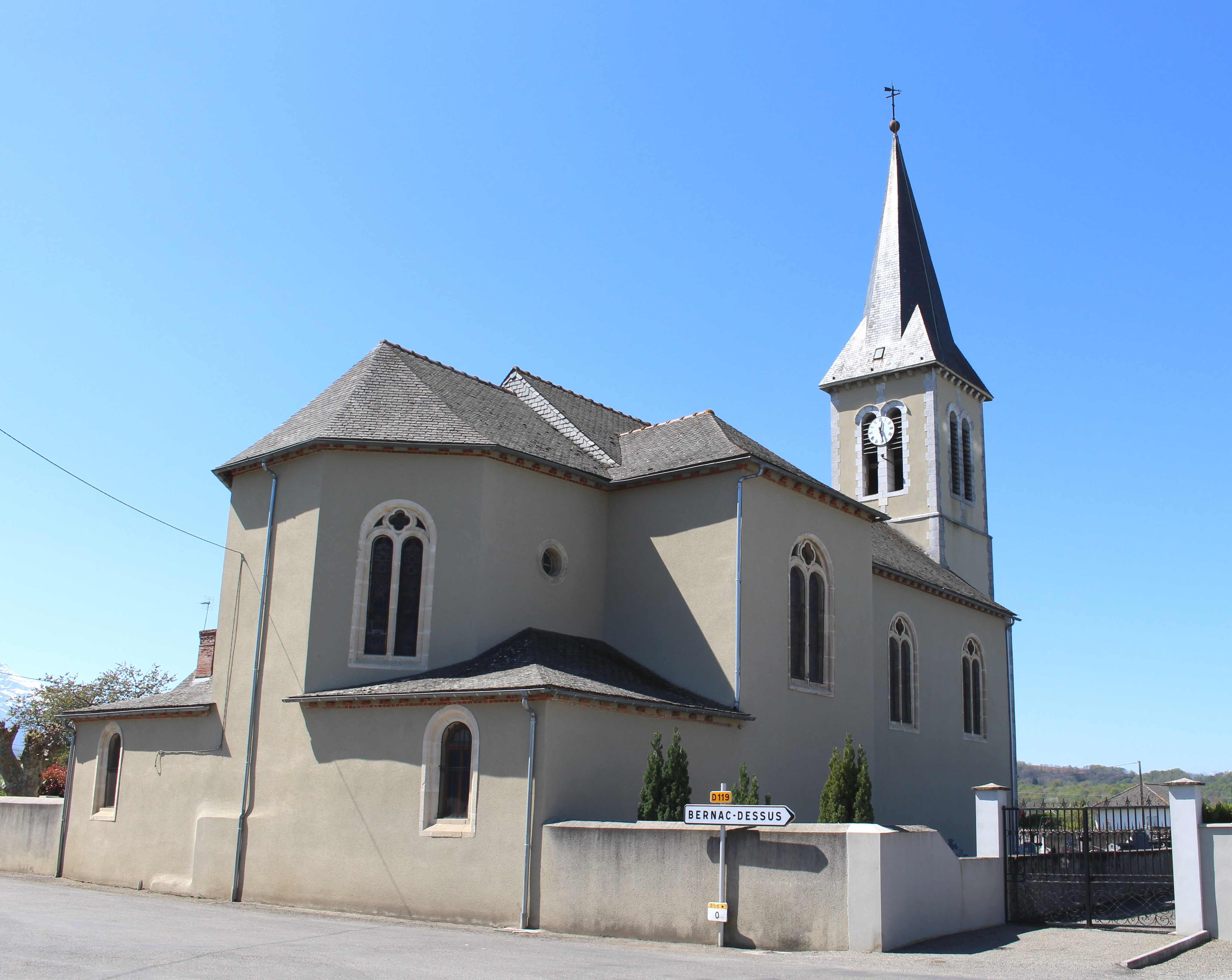
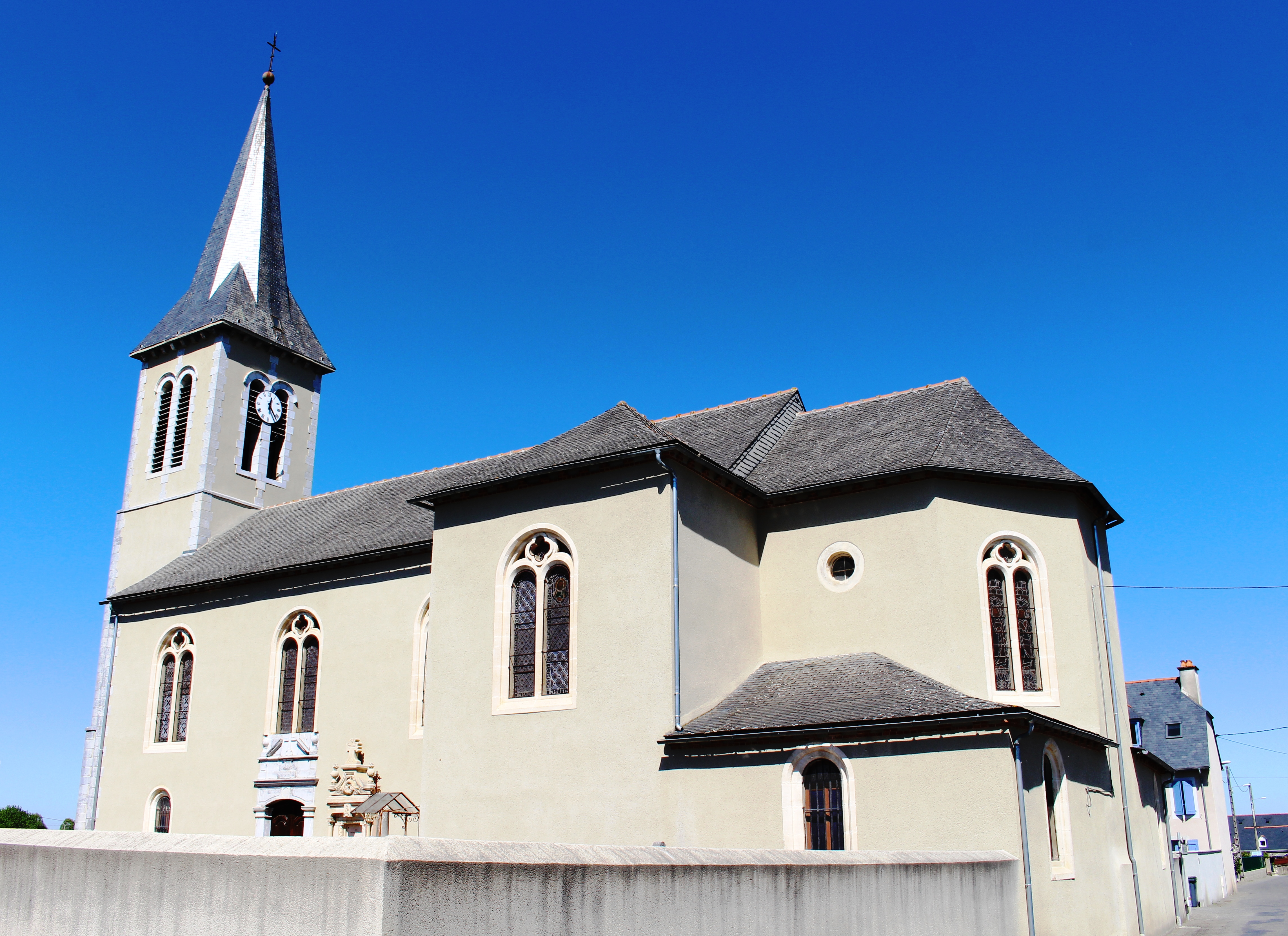
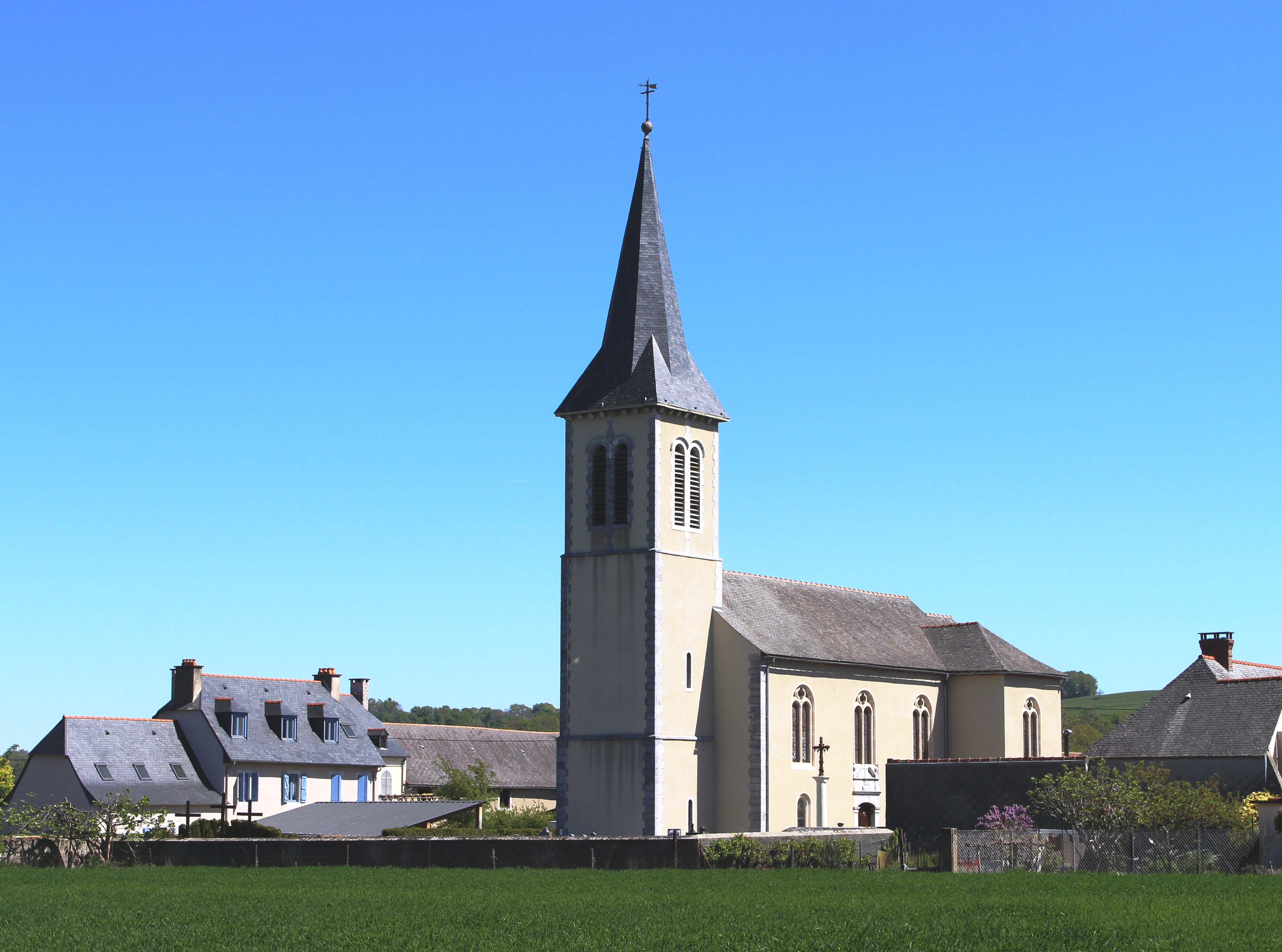

### Héraldique
| Blason | Blasonnement : D'argent à un amphiptère de sable, au chef d'azur chargé d'une étoile d'or accostée de deux croissants du même. |